# Jørgen Ditleff Bondesen
Jørgen Ditleff Bondesen (7. april 1855, København – 3. maj 1939) var en dansk musikteoretiker, komponist og lærer.

## Liv og karriere
Jørgen Ditleff Bondesen var søn af skolebestyreren og professoren Johan Henrik Tauber Bondesen og Camilla Georgine Bondesen, f. Schmidt.
Efter at have haft Johan Christian Gebauer som lærer var Bondesen elev på Det Kongelige Danske Musikkonservatorium 1873-1875 med E. Neupert, V. Tofte, G. Matthison-Hansen, J.P.E. Hartmann og Niels W. Gade som lærere. Fra 1876-1886 var han organistassistent for Gade i Holmens Kirke. Allerede i studietiden fungerede han som vikar for flere af lærerne og fra 1883-1901 virkede han selv på konservatoriet som lærer i klaver og teori. Blandt sine elever talte han bl.a. pianisten Johanne Stockmarr, dirigenterne Frederik Schnedler-Pedersen og George Høeberg, organisten Camillo Carlsen, og komponisterne Ludolf Nielsen og Siegfried Salomon.
I 1901 flyttede Bondesen til Århus, hvor han stiftede Århus Musikkonservatorium, som han ledede fra 1902 til 1926. I 1927 blev konservatoriet reorganiseret under navnet Det Jyske Musikkonservatorium. Både i københavnertiden og senere skrev Bonde musikteoretiske bøger, som var meget brugte i samtiden. Desuden samarbejdede han med Angul Hammerich om dennes bog Kjøbenhavns Musikkonservatorium 1867-92 fra 1892.
Som komponist udgav Bondesen sangmusik (romancer, åndelige sange og korsange), Opstandelsen for soli, kor og orkester, 1878, orgelmusik, musik til indledningsdigtet i Holger Drachmanns Gurre 1900, musik til Olaf Hansens eventyrspil Tornerose, 1915, operaen Sankte Cæcilie Nat, 1913, Ebbe Skammelsen og kammermusik.

## Bøger
- Richters Harmonilære (oversættelse og bearbejdelse 1883)
- Lobes Musikens Katechismus (oversættelse og bearbejdelse 1885)
- Orchesterinstrumenterne og deres Omfang samt Plads i Partituret (1885)
- Harmonilære (1897)
- Kjøbenhavns Musikkonservatorium 1892-97
- Opgaver til Harmonilæren (1897)
- Læren om Contrapunkt (1902)
- Kortfattet Haandbog i Harmonilære (1920)
- Nye Opgaver til Harmonilæren (1923)
- Fortegnelse over Niels W. Gades Compositioner